# Тенес (місто)
Тенес (фр. Ténès; Таннс, Танас) — прибережне місто в Алжирі, у вілайєті Еш-Шеліфф, розташоване у 200 км на захід від міста Алжир. Населення — близько 35 000 чоловік. Основний національний склад формують араби, жителі розмовляють арабською, разом з тим використовується французька. Головна релігія — іслам.

## Географія
Поселення розташовано на узбережжі Середземного моря, оточено Атласькими горами. Клімат субтропічний, середня температура січня — від +5° до +12° °С, середня температура липня — від +25° й вище. Опади — 400—1200 мм на рік.

## Історія

### Від виникнення до французького захоплення
Поселення виникло приблизно у VIII столітті до н. е. Спочатку було фінікійським містом, потім перейшло до Карфагену, а у I столітті н. е. було завойовано римлянами. До V століття було частиною Римської імперії, провінція (префектура) Мавританія Цезаря. 
Після розпаду Римської імперії належало вандалам, у VI столітті відійшло до Візантійської імперії. Пізніше місто було завойовано арабами, що сповідували іслам у Північній Африці. 
Було незалежним королівством, останнім правителем був султан Хассан Абід. У 1512 році було завойовано османами, втративши свою популярність і значення і ставши ізольованим містом. 1843 року було завойовано французами.

### Сучасність
Нині Тенес — невеличке туристичне містечко з портом та маяком. Має деякі старовинні об’єкти, такі як Велика мечеть Сіді Ахмед Бумаза IX століття, Баб-Ель-Бахр, Нотр-Дам-Де-Тенес тощо. Нині порт реконструюється для збільшення морського промислу.